# سانحه هواپیمای والکان در فرودگاه شیراز (۱۳۵۲)
سانحه هواپیمای آورو والکان در فرودگاه شیراز یک سانحه هوایی بود که در تاریخ ۲ خرداد ۱۳۵۲ (۲۳ مه ۱۹۷۳) در فرودگاه شیراز رخ داد. در این سانحه، بمب‌افکن استراتژیک آورو والکان بی.۲ با شماره سریال XJ781 متعلق به نیروی هوایی سلطنتی بریتانیا (RAF) که در حال انجام یک ماموریت آموزشی معمول بود، در هنگام فرود دچار نقص فنی در چرخ سمت چپ شد و پس از خروج از باند فرودگاه، کاملا آسیب دید. با این وجود این سانحه به دلیل کف‌پاشی باند فرودگاه و اقدامات سریع پرسنل زمینی و خلبان تلفات جانی نداشت.

## پیش‌زمینه
هواپیمای آورو والکان بی.۲ یکی از بمب‌افکن‌های استراتژیک دوران جنگ سرد بود که توسط نیروی هوایی بریتانیا برای انجام ماموریت‌های هسته‌ای و حملات هوایی استفاده می‌شد. در اواخر دهه ۱۹۶۰ و اوایل دهه ۱۹۷۰، این هواپیماها به طور منظم در عملیات‌های آموزشی و همکاری با کشورهای عضو سازمان معاهده مرکزی (CENTO) مستقر در خاورمیانه، از جمله ایران، شرکت می‌کردند.

## وقوع سانحه
در تاریخ  ۲ خرداد ۱۳۵۲ (۲۳ مه ۱۹۷۳)، هواپیمای والکان با شماره رجیستر XJ781 که از گردان شماره ۹ نیروی هوایی بریتانیا در قبرس به پرواز درآمده بود، پس از انجام یک ماموریت آموزشی معمول، جهت فرود به سمت پایگاه هوایی شیراز هدایت شد. این پرواز شامل ۵ خدمه بریتانیایی و یک ناظر از نیروی هوایی شاهنشاهی ایران بود. پس از اتمام ماموریت، در هنگام فرود، یکی از چرخ‌های هواپیما (چرخ سمت چپ) به دلایل نامعلومی باز نشد که این نقص باعث بروز مشکل در فرود شد.
پیش از فرود خلبان جان دریک وضعیت را به فرودگاه اعلام کرد و پرسنل زمینی یکی از باندهای فرودگاه را کف‌پاشی کردند. سپس خلبان تلاش کرد تا با استفاده از چرخ‌های دماغه و چرخ سمت راست فرود اضطراری انجام دهد. هواپیما با چرخ‌های سمت راست و دماغه فرود آمد، اما بلافاصله پس از آن، بال چپ هواپیما به زمین برخورد کرد. در نتیجه، هواپیما از باند فرودگاه خارج شد و به گودالی در نزدیکی باند سقوط کرد. در این حادثه، چرخ‌های دماغه و چرخ سمت راست از بین رفت و سپس هواپیما متوقف شد.

## خسارات
با وجود آسیب‌های شدید به بدنه هواپیما، هیچ‌کدام از ۶ سرنشین هواپیما (شامل خدمه و ناظر ایرانی) آسیب ندیدند. پس از سقوط، خدمه از طریق پوشش بالای هواپیما که پس از تخریب چرخ‌ها باز شد، از هواپیما خارج شدند. تنها خسارات جانی در میان خدمه، کبودی زانوها بود که ناشی از برخورد ناگهانی بود.

## ارزیابی و اعلام وضعیت
تیم تعمیرات نیروی هوایی بریتانیا از پایگاه آکراتیری در قبرس به محل اعزام شد و پس از ارزیابی وضعیت، اعلام کردند که هواپیما به دلیل آسیب‌های شدید، غیرقابل تعمیر است. این هواپیما تحت عنوان دسته‌بندی 5(C) قرار گرفت، که به معنای غیرقابل تعمیر یا نجات بود. سپس اجزاء مهم نظامی هواپیما توسط تیم تعمیرات اعزامی برداشته شد و بدنه به عنوان ضایعات در ایران باقی ماند. بنابراین پس از این حادثه، بدنه هواپیمای والکان XJ781 که ۱۲ سال از عمر عملیاتی خود را سپری کرده بود، در فرودگاه شیراز باقی ماند.